# بتمن در فیلم
مجموعه فیلم‌های بتمن بیش از ۶٫۸ میلیارد دلار در گیشهٔ جهانی فروخته است و دهمین فرنچایز پرفروش تمامی دوران است. بتمن همچنین در چندین فیلم انیمیشن، هم به عنوان شخصیت اصلی و هم به عنوان شخصیت در میان گروه ظاهر شده است. مجموعه بتمن با کسب مجموع ۲٬۷۸۳٬۱۱۸٬۵۰۴ دلار آمریکا، چهارمین مجموعه فیلم پرفروش در آمریکای شمالی است.
این شخصیت برای اولین بار در دهه ۱۹۴۰ در دو فیلم سریالی بتمن و بتمن و رابین حضور داشت. این شخصیت همچنین در فیلم بتمن در ۱۹۶۶ ظاهر شد که اقتباسی سینمایی از سریال تلویزیونی دهه ۱۹۶۰ با بازی ادام وست و برت وارد بود که در این فیلم هم بازی کردند. در اواخر دهه ۱۹۸۰، استودیوی برادران وارنر شروع به تولید مجموعه‌ای از فیلم‌های سینمایی با بازی بتمن کرد، از جمله فیلم بتمن در ۱۹۸۹ به کارگردانی تیم برتون و با بازی مایکل کیتون. برتون و کیتون دنباله ۱۹۹۲ بازگشت بتمن را ادامه دادند و در سال ۱۹۹۵، جوئل شوماخر فیلم بتمن برای همیشه را با بازی وال کیلمر در نقش بتمن کارگردانی کرد. شوماخر همچنین دنباله ۱۹۹۷ بتمن و رابین را کارگردانی کرد که در آن جرج کلونی به ایفای نقش پرداخت. بتمن و رابین با بازخوردهای ضعیفی از سوی منتقدان و طرفداران مواجه شد و این امر منجر به لغو فیلم دنباله‌ای به نام بتمن زنجیرگسسته گردید.
پس از لغو دو پیشنهاد فیلم دیگر، این مجموعه در سال ۲۰۰۵ با فیلم بتمن آغاز می‌کند به کارگردانی کریستوفر نولان و با بازی کریستین بیل ریبوت شد. نولان برای کارگردانی دو قسمت دیگر بازگشت و فیلم‌های شوالیه تاریکی در سال ۲۰۰۸ و شوالیه تاریکی برمی‌خیزد در سال ۲۰۱۲ منتشر شدند، که در هر دو فیلم بیل نقش خود را تکرار کرد. هر دو دنباله بیش از ۱ میلیارد دلار در سراسر جهان درآمد داشتند و بتمن را به دومین مجموعه فیلم تبدیل کرد که دو فیلم آن بیش از ۱ میلیارد دلار در جهان فروش داشته‌اند. این سه‌گانه به عنوان سه‌گانه شوالیه تاریکی شناخته می‌شود. نقدهای مثبت و موفقیت تجاری فیلم‌های نولان به بازگرداندن محبوبیت گسترده این ابرقهرمان نسبت داده شده است و قسمت دوم یکی از بهترین فیلم‌های ابرقهرمانی تاریخ در نظر گرفته می‌شود.
پس از آنکه استودیوی وارنر برادرز در سال ۲۰۱۳ جهان سینمایی مشترک خود را با عنوان دنیای توسعه‌یافته دی‌سی (DCEU) راه‌اندازی کرد، بن افلک برای ایفای نقش بتمن در این مجموعه گسترده انتخاب شد و اولین بار در سال ۲۰۱۶ در فیلم بتمن در برابر سوپرمن: طلوع عدالت به کارگردانی زک اسنایدر ظاهر شد. این فیلم آغازگر مجموعه‌ای از اقتباس‌های بیشتر از کمیک‌های دی‌سی بود، از جمله فیلم کراس‌اور لیگ عدالت در سال ۲۰۱۷ (و نسخه برش کارگردان آن در سال ۲۰۲۱) که شخصیت‌های دیگر دنیای دی‌سی را به تصویر کشید، و ریبوت ۲۰۲۲ بتمن به کارگردانی مت ریوز و با بازی رابرت پتینسون. فیلم جوکر در سال ۲۰۱۹ با بازی واکین فینیکس، نسخه جوانی از بروس وین را نمایش داد. افلک و مایکل کیتون هر دو نقش بتمن را در فیلم دنیای دی‌سی فلش (۲۰۲۳) مجدداً ایفا کردند. همچنین کیتون قرار بود در فیلم لغو شده بت‌گرل محصول اچ‌بی‌او مکس نیز نقش بتمن را بازی کند.

## فیلم‌ها
| فیلم                             | تاریخ انتشار   | بازیگر                | کارگردان                 | داستان از                                        | فیلم‌نامه‌نویس                                                        | تهیه‌کننده                                    |
| فیلم‌های اولیه                    | فیلم‌های اولیه  | فیلم‌های اولیه         | فیلم‌های اولیه            | فیلم‌های اولیه                                    | فیلم‌های اولیه                                                       | فیلم‌های اولیه                                |
| -------------------------------- | -------------- | --------------------- | ------------------------ | ------------------------------------------------ | ------------------------------------------------------------------- | -------------------------------------------- |
| بتمن                             | ۱۶ ژوئیه ۱۹۴۳  | لویس ویلسون           | لمبرت هیلیر              | ویکتور مک لئود، لزلی سوابکر و هری ال. فریزر      | ویکتور مک لئود، لزلی سوابکر و هری ال. فریزر                         | رودلف سی فلوتو                               |
| بتمن و رابین                     | ۲۶ ژوئن ۱۹۴۹   | رابرت لووری           | اسپنسر گوردون بنیت       | جورج اچ. پلیمپتون، جوزف اف. پولند و رویال کی کول | جورج اچ. پلیمپتون، جوزف اف. پولند و رویال کی کول                    | سام کاتزمن                                   |
| بتمن                             | ۳۰ ژوئیه ۱۹۶۶  | ادام وست              | لسلی اچ مارتینسون        | لورنزو سمپل جونیور                               | لورنزو سمپل جونیور                                                  | ویلیام دوزیر                                 |
| مجموعه فیلم ۱۹۸۹–۱۹۹۷            |                |                       |                          |                                                  |                                                                     |                                              |
| بتمن                             | ۲۳ ژوئن ۱۹۸۹   | مایکل کیتون           | تیم برتون                | سام هام                                          | وارن اسکارن، جاناتان جمز و چارلز مک کئون                            | جان پیترز و پیتر گوبر                        |
| بازگشت بتمن                      | ۱۹ ژوئن ۱۹۹۲   | مایکل کیتون           | تیم برتون                | دانیال واترز                                     | وسلی استریک                                                         | دنیس دی نووی و تیم برتون                     |
| بتمن برای همیشه                  | ۱۶ ژوئن ۱۹۹۵   | وال کیلمر             | جوئل شوماخر              | لی بچلر و جانت اسکات بچلر                        | آکیوا گلدزمن                                                        | پیتر مک گرگور-اسکات                          |
| بتمن و رابین                     | ۲۰ ژوئن ۱۹۹۷   | جرج کلونی             | جوئل شوماخر              | آکیوا گلدزمن                                     | آکیوا گلدزمن                                                        | پیتر مک گرگور-اسکات                          |
| فیلم‌های پویانمایی                |                |                       |                          |                                                  |                                                                     |                                              |
| بتمن: نقاب شبح                   | ۲۵ دسامبر ۱۹۹۳ | کوین کانروی           | اریک رادومسکی و بروس تیم | آلن برنت                                         | آلن برنت، پال دینی، مارتین پاسکو و مایکل ریوز                       | بنجامین ملنیکر و مایکل اوسلان                |
| فیلم لگو بتمن                    | ۱۰ فوریه ۲۰۱۷  | ویل آرنت              | کریس مک‌کی                | ست گراهام اسمیت                                  | ست گراهام-اسمیت، کریس مک‌کنا، اریک سامرز، جرد استرن و جان ویتینگتون  | دن لین، فیل لرد و کریستوفر میلر و روی لی     |
| سه‌گانه شوالیه تاریکی             |                |                       |                          |                                                  |                                                                     |                                              |
| بتمن آغاز می‌کند                  | ۲۵ ژوئن ۲۰۰۵   | کریستین بیل           | کریستوفر نولان           | دیوید اس. گویر                                   | کریستوفر نولان و دیوید اس. گویر                                     | چارلز روون، اما توماس و لری فرانکو           |
| شوالیه تاریکی                    | ۱۸ ژوئیه ۲۰۰۸  | کریستین بیل           | کریستوفر نولان           | کریستوفر نولان و دیوید اس. گویر                  | جاناتان نولان و کریستوفر نولان                                      | اما توماس، چارلز روون و کریستوفر نولان       |
| شوالیه تاریکی برمی‌خیزد           | ۲۰ ژوئیه ۲۰۱۲  | کریستین بیل           | کریستوفر نولان           | کریستوفر نولان و دیوید اس. گویر                  | جاناتان نولان و کریستوفر نولان                                      | اما توماس، چارلز روون و کریستوفر نولان       |
| فیلم‌های دنیای توسعه‌یافته دی‌سی    |                |                       |                          |                                                  |                                                                     |                                              |
| بتمن در برابر سوپرمن: طلوع عدالت | ۲۵ مارس ۲۰۱۶   | بن افلک               | زک اسنایدر               | کریس تریو و دیوید اس. گویر                       | کریس تریو و دیوید اس. گویر                                          | چارلز روون و دبورا اسنایدر                   |
| جوخه انتحار                      | ۵ اوت ۲۰۱۶     | بن افلک               | دیوید آیر                | دیوید آیر                                        | دیوید آیر                                                           | چارلز روون و ریچارد ساکل                     |
| لیگ عدالت                        | ۱۷ نوامبر ۲۰۱۷ | بن افلک               | جاس ویدون                | کریس تریو و زک اسنایدر                           | کریس تریو و جاس ویدون                                               | چارلز روون، دبورا اسنایدر، جان برگ و جف جانز |
| لیگ عدالت زک اسنایدر             | ۱۸ مارس ۲۰۲۱   | بن افلک               | زک اسنایدر               | زک اسنایدر و کریس تریو و ویل بیل                 | کریس تریو                                                           | چارلز روون و دبورا اسنایدر                   |
| فلش                              | ۲۳ ژوئن ۲۰۲۳   | مایکل کیتون و بن افلک | اندی موسکیتی             | کریستینا هادسون                                  | جان فرانسیس دالی، جاناتان گلداستاین و جوبی هارولد                   | باربارا موشیتی و مایکل دیسکو                 |
| آکوامن و پادشاهی گم‌شده           | ۲۵ دسامبر ۲۰۲۳ | بن افلک               | جیمز وان                 | دیوید لزلی جانسون-مک گلدریک                      | جیمز وان، دیوید لزلی جانسون-مک گلدریک، جیسون موموآ و توماس پاآ سیبت | جیمز وان و پیتر سفرن                         |
| مجموعه‌فیلم‌های مت ریوز            |                |                       |                          |                                                  |                                                                     |                                              |
| بتمن                             | ۴ مارس ۲۰۲۲    | رابرت پتینسون         | مت ریوز                  | مت ریوز و پیتر کریگ                              | مت ریوز و پیتر کریگ                                                 | دیلن کلارک و مت ریوز                         |
| بتمن – بخش دوم                   | ۱ اکتبر ۲۰۲۷   | رابرت پتینسون         | مت ریوز                  | TBA                                              | TBA                                                                 | TBA                                          |